# Fred L. Walker
Pour les articles homonymes, voir Walker.
Fred Livingood Walker (11 juin 1887 - 6 octobre 1969) est un major général de l'armée américaine hautement décoré qui servit à la fois dans la Première et la Seconde Guerre mondiale au cours duquel il reçut la deuxième plus haute décoration militaire dans les deux guerres, la Distinguished Service Cross. Pendant la Première Guerre mondiale, il commanda un bataillon sur le front occidental, combattant avec distinction lors de la deuxième bataille de la Marne en juillet 1918. Pendant la Seconde Guerre mondiale, Walker commanda la 36e division d'infanterie tout au long de son service dans la campagne d'Italie, de septembre 1943 à juin 1944.